# Petrichor

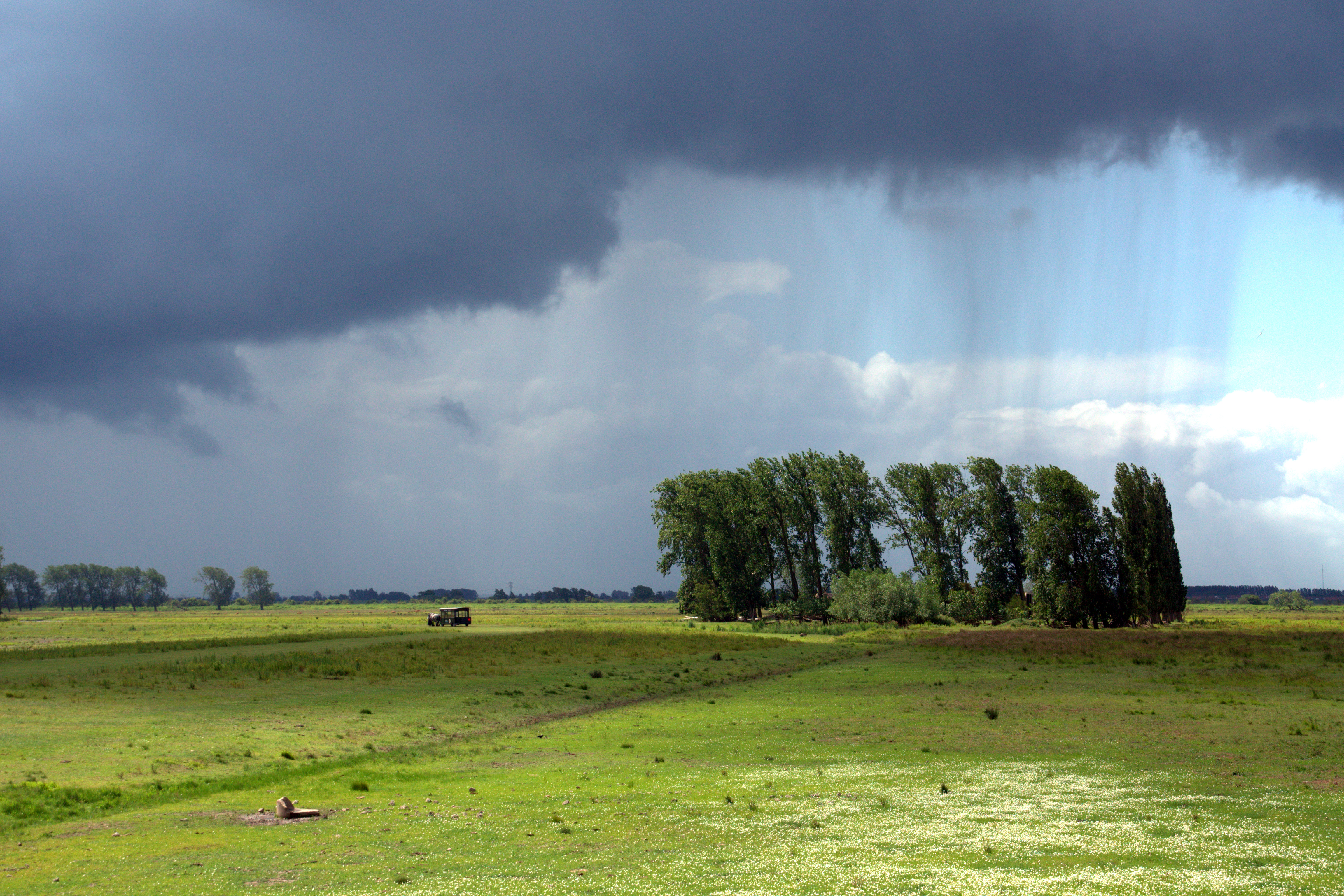
Regenbui na droogte op Tiengemeten

Petrichor is de geur die ontstaat wanneer regen op droge grond valt. Het woord komt uit het Oudgrieks: πέτρα (petra) betekent 'steen' en ἰχώρ (ichōr) is in de Griekse mythologie het bloed van de goden.
De term is in 1964 geïntroduceerd door twee onderzoekers, de Australische geochemici Isabel Joy Bear en Richard Grenfell Thomas. In het tijdschrift Nature werd dit fenomeen voor het eerst beschreven. In dit artikel werd petrichor beschreven als moleculen van plant- of dierenresten die via de lucht terechtkomen op oppervlakten waar zich mineralen, zoals aarde of steen, bevinden. Zolang het droog is zitten de petrichor-moleculen gewoon in de grond, wanneer het regent zullen deze moleculen zich losmaken uit de grond en zal de typische geur vrijkomen.
De organische verbinding die geroken wordt is geosmine. Dit betekent letterlijk aard-geur. De formule van geosmine is: 1,10-trans-dimethyl-trans-(9)-decalol. 
Sommige wetenschappers menen dat mensen van deze geur houden, omdat hun verre voorouders voor hun voortbestaan van regen afhankelijk waren.

## Trivia

### Geur van maanstenen
Gedurende de bemande maanlanding van Apollo 11 verspreidden de naar de maanlander gebrachte maanstenen een merkwaardige geur die de astronauten deed denken aan de geur van buskruit of van natte as in een haardvuur. Deze geur ontstond toen het interieur van de maanlander gevuld werd met zuurstof en de astronauten hun helmen konden afzetten. Deze geur werd ook gemeld door de astronauten van Apollo 12, Apollo 14, Apollo 15, Apollo 16, en Apollo 17.

### Geur van de regenboog
Waarnemers van de regenboog melden wel eens de typische geur van dit optisch verschijnsel. Deze geur is niet afkomstig van de regenboog maar wel van de grond waar de regen op valt.

## Wetenschappelijke literatuur
M. G. J. Minnaert: De natuurkunde van 't vrije veld, Deel 3: Rust en beweging, bladzijden 307-309 (§ 179: Reukwaarnemingen)